# Prospherysodoria paraguayensis
Prospherysodoria paraguayensis är en tvåvingeart som beskrevs av Townsend 1928. Prospherysodoria paraguayensis ingår i släktet Prospherysodoria och familjen parasitflugor.
Artens utbredningsområde är Paraguay. Inga underarter finns listade i Catalogue of Life.